# Glenea schwarzeri
Glenea schwarzeri är en skalbaggsart som beskrevs av Fisher 1935. Glenea schwarzeri ingår i släktet Glenea och familjen långhorningar. Inga underarter finns listade i Catalogue of Life.